# Hydraena serripennis
Hydraena serripennis (лат.) — вид жуков-водобродок рода Hydraena из подсемейства Hydraeninae. Назван serripennis по глубоко зазубренным краям надкрылий.

## Распространение
Встречаются на Мадагаскаре.

## Описание
Водобродки мелкого размера (около 2 мм), удлинённой формы. Дорзум темно-коричневый, лоб темнее; ноги коричневые; максиллярные щупики светло-коричневые до буроватых, дистальная ½ последнего пальпомера не темнее. Голова и переднеспинка густо крупнопунктированные, пунктировка лба значительно крупнее в боковой вогнутой области, чем на срединном рельефе, пунктировка переднеспинки немного крупнее, чем на лбу, каждая пунктировка с короткой лежачей щетинкой. Очень похож по размеру и габитусу на H. rubridentata; оба вида имеют глубоко зазубренные края надкрылий, более глубокие и более тесно расположенные, чем зазубрины H. parvipalpis. Кроме того, у H. serripennis и H. rubridentata метавентральные бляшки намного крупнее, чем у H. parvipalpis. Эдеагус H. serripennis и H. rubridentata также явно указывают на близкое родство, но отличаются формой основной части и гонопоры, несущей дистальную трубку. Взрослые жуки растительноядные, личинки плотоядные.

## Классификация
Вид был впервые описан в 2017 году американским энтомологом Philip Don Perkins (Department of Entomology, Museum of Comparative Zoology, Гарвардский университет, Кембридж, США) по типовым материалам с острова Мадагаскар. Включён в состав подрода Micromadraena вместе с видами H. parvipalpis, H. fortipes, H. genuvela, H. rubridentata и H. breviceps.